# Dora Berdichevsky
Dora Berdichevsky (1 de junio de 1917, Buenos Aires - 3 de octubre de 2012, La Tablada) fue una soprano y docente argentina.

## Biografía
Obtuvo el grado de Profesora Superior de piano en el Instituto Musical Weber en Buenos Aires, y se perfeccionó en canto con Jane Bathori. Aunque posteriormente estudió en la Facultad de Filosofía y Letras de la Universidad de Buenos Aires, dedicó su carrera a la docencia e interpretación musical.
Ganadora de varios premios en su país de origen, realizó giras por Uruguay y Francia, y actuó en numerosas ocasiones en el Teatro Colón. Fue protagonista de óperas como La traviata o Don Pasquale, y trabajó como solista bajo la dirección de Albert Wolff, Ígor Markévich, Juan José Castro y Mauricio Kagel, entre otros.
Estuvo vinculada profesionalmente con Daniel Devoto, de cuyas composiciones vocales fue intérprete. También intervino en sus conciertos didácticos, y trabajó con él para traducir la obra Music Ho! de Constant Lambert, Historia universal de los instrumentos musicales de Curt Sachs y el Diccionario Oxford de la música de Percy Scholes.
Perteneciente al círculo íntimo de amigos del escritor Julio Cortázar, éste la describiría como un fino espíritu, dado de lleno a la música – como oyente y crítico – y de una austeridad intelectual que llama la atención en estos tiempos profanos.

## Obra literaria
- Constant Lambert, Música a la vista: estudio de la música en su declinación (traducción de Dora Berdichevsky). Editorial Universitaria de Buenos Aires, Buenos Aires, 1963.